# Estación de Lerdo de Tejada (Metrorrey)
La estación Lerdo de Tejada forma parte de la línea 1 del sistema Metrorrey. Está localizada en el cruce de la Av. Benito Juárez y la calle Lerdo de Tejada, en el centro del municipio de Guadalupe. Fue una estación fantasma por cuatro años; se abrió al público el 21 de mayo de 1995.
La estación está localizada cerca de la cabecera municipal de Guadalupe y el zoológico La Pastora. La estación cuenta con facilidades para personas con discapacidades. 
La estación es llamada Lerdo de Tejada debido a que junto a esta se localiza la calle del mismo nombre. El icono de esta estación es un libro que representa la figura del abogado Sebastián Lerdo de Tejada, que fue presidente de México.